# Sàvinka (Tambov)
|  | Per a altres significats, vegeu «Sàvinka». |

Sàvinka (en rus: Савинка) és un poble de l'óblast de Tambov, a Rússia, segons el cens del 2010 tenia 42 habitants.